# Miss Universo Malta
Miss Universo Malta (en inglés: Miss Universe Malta) es un concurso de belleza nacional en Malta. Se encarga de seleccionar a la representante del país para el concurso Miss Universo.

## Historia
Malta debutó en Miss Universo en 1968 y compitió ininterrumpidamente hasta 2001. En abril de 2016, se informó que Malta regresaría al concurso bajo una nueva organización dirigida por Alan J. Darmanin y Jeff Francalanza de Glow Promotions.

## Ganadoras
| Año  | Miss Universo Malta | Consejo local     | 1.ª finalista                           | Consejo local                           | 2.ª finalista                           | Consejo local                           |
| ---- | ------------------- | ----------------- | --------------------------------------- | --------------------------------------- | --------------------------------------- | --------------------------------------- |
| 2016 | Martha Fenech       | San Julián        | Christine Mifsud                        | Fgura                                   | Dajana Laketic                          | Swatar                                  |
| 2017 | Tiffany Pisani      | Attard            | Caricia Sammut                          | Rabat                                   | Alexia Pauline Tabone                   | Tarxien                                 |
| 2018 | Francesca Mifsud    | Żejtun            | Lyann Llies                             | Qawra                                   | Marilena Gauci                          | Mellieħa                                |
| 2019 | Teresa Ruglio       | Sliema            | Nicola Grixti                           | Gżira                                   | Nicole Mallia                           | Naxxar                                  |
| 2020 | Anthea Zammit       | Żebbuġ            | Madeline Baldacchino                    | Qrendi                                  | Jasmine Camilleri                       | Mosta                                   |
| 2021 | Jade Cini           | La Valeta         | Michela Galea                           | Mġarr                                   | Maxine Formosa                          | San Julián                              |
| 2022 | Maxine Formosa      | San Julián        | No otorgados; la titular fue designada. | No otorgados; la titular fue designada. | No otorgados; la titular fue designada. | No otorgados; la titular fue designada. |
| 2023 | Ella Portelli       | San Julián        | Julia Ann Cluett                        | Floriana                                | Ntombi Malinga                          | San Ġwann                               |
| 2024 | Beatrice Nyoja      | San Pawl il-Baħar | Janei Desira                            | Zejtun                                  | Julieth Vasco                           | Floriana                                |
| 2025 | Julia Ann Cluett    | Floriana          | Katya Friggieri                         | Santa Luċija                            | Christine Camilleri                     | Mosta                                   |

## Representación internacional

### Miss Universo Malta (2016-presente)
: Declarada como ganadora
     : Terminó como finalista
     : Terminó como una de las semifinalistas o cuartofinalistas
     : Terminó como ganadora de premios especiales
| Año  | Consejo local     | Miss Universo Malta | Posición en Miss Universo | Premios especiales | Notas                                                                               |
| ---- | ----------------- | ------------------- | ------------------------- | ------------------ | ----------------------------------------------------------------------------------- |
| 2025 | Floriana          | Julia Ann Cluett    | Por competir              | Por competir       |                                                                                     |
| 2024 | San Pawl il-Baħar | Beatrice Njoya      | No clasificó              |                    | Primera mujer casada en ganar el título de Miss Universo Malta.                     |
| 2023 | San Julián        | Ella Portelli       | No clasificó              |                    |                                                                                     |
| 2022 | San Julián        | Maxine Formosa      | No clasificó              | - Miss Simpatía    | Designada: la segunda finalista de 2021 fue coronada como Miss Universo Malta 2022. |
| 2021 | La Valeta         | Jade Cini           | No clasificó              |                    | Previamente Miss Malta 2013                                                         |
| 2020 | Żebbuġ            | Anthea Zammit       | No clasificó              |                    | Previamente Miss Mundo Malta 2016                                                   |
| 2019 | Sliema            | Teresa Ruglio       | No clasificó              |                    |                                                                                     |
| 2018 | Żejtun            | Francesca Mifsud    | No clasificó              |                    |                                                                                     |
| 2017 | Attard            | Tiffany Pisani      | No clasificó              |                    | La ganadora del ciclo 6 (2010) de Britain's Next Top Model.                         |
| 2016 | San Julián        | Martha Fenech       | No clasificó              |                    | Dirección de Alan J. Darmanin.                                                      |

### Star of Malta / Miss Malta (1968-2001)
: Declarada como ganadora
     : Terminó como finalista
     : Terminó como una de las semifinalistas o cuartofinalistas
     : Terminó como ganadora de premios especiales
| Año                        | Consejo local | Miss Malta                | Posición en Miss Universo | Premios especiales | Notas                                      |
| -------------------------- | ------------- | ------------------------- | ------------------------- | ------------------ | ------------------------------------------ |
| 2001                       | Victoria      | Rosalie Theuma            | No clasificó              |                    |                                            |
| 2000                       | San Julián    | Jolene Arpa               | No clasificó              |                    |                                            |
| 1999                       | Qormi         | Dorianne Muscat           | No clasificó              |                    |                                            |
| 1998                       | La Valeta     | Carol Cassar              | No clasificó              |                    |                                            |
| 1997                       | San Ġwann     | Claire Grech              | No clasificó              |                    |                                            |
| 1996                       | Lija          | Roseanne Farrugia         | No clasificó              |                    |                                            |
| 1995                       | Fleur-de-Lys  | Sonia Massa               | No clasificó              |                    |                                            |
| Miss Republic of Malta     |               |                           |                           |                    |                                            |
| 1994                       | Fleur-de-Lys  | Paola Camilleri           | No clasificó              |                    |                                            |
| 1993                       | Qormi         | Roberta Borg              | No clasificó              |                    |                                            |
| 1992                       | Victoria      | Julienne Camilleri        | No clasificó              |                    |                                            |
| 1991                       | Qormi         | Michelle Zarb             | No clasificó              |                    |                                            |
| 1990                       | Msida         | Charmaine Farrugia        | No clasificó              |                    |                                            |
| 1989                       | Victoria      | Sylvana Sammut Pandolfino | No clasificó              |                    |                                            |
| Miss Malta / Star of Malta |               |                           |                           |                    |                                            |
| 1988                       | Santa Venera  | Stephanie Spiteri         | No clasificó              |                    |                                            |
| 1987                       | Mdina         | Kristina Apap Bologna     | No clasificó              |                    |                                            |
| 1986                       | Mosta         | Antoinette Zerafa         | No clasificó              |                    |                                            |
| 1985                       | Pembroke      | Fiona Micallef            | No clasificó              |                    |                                            |
| 1984                       | Sliema        | Marisa Sammut             | No clasificó              |                    |                                            |
| 1983                       | Sliema        | Christine Bonnici         | No clasificó              |                    |                                            |
| 1982                       | Gżira         | Rita Falzon               | No clasificó              |                    |                                            |
| 1981                       | San Julián    | Susanne Galea             | No clasificó              |                    |                                            |
| 1980                       | La Valeta     | Isabelle Zammit           | No clasificó              |                    |                                            |
| 1979                       | Victoria      | Dian Borg Bartolo         | No clasificó              |                    |                                            |
| 1978                       | Żebbuġ        | Pauline Lewise Farrugia   | No clasificó              |                    |                                            |
| 1977                       | Żurrieq       | Jane Benedicta Saliba     | No clasificó              |                    |                                            |
| 1976                       | Kalkara       | Mary Grace Ciantar        | No clasificó              |                    |                                            |
| 1975                       | La Valeta     | Frances Pace Ciantar      | No clasificó              |                    |                                            |
| 1974                       | La Valeta     | Josette Pace              | No clasificó              |                    |                                            |
| 1973                       | Msida         | Marthese Vigar            | No clasificó              |                    |                                            |
| 1972                       | Paola         | Doris Abdilla             | No clasificó              |                    |                                            |
| 1971                       | La Valeta     | Felicity Celia Carbott    | No clasificó              |                    |                                            |
| 1970                       | Birkirkara    | Tessie Pisani             | No clasificó              |                    |                                            |
| 1969                       | Gżira         | Natalie Quintana          | No clasificó              |                    |                                            |
| 1968                       | Qormi         | Kathlene Farrugia         | No clasificó              |                    | Dirección de George y Deggie Gatt Mangion. |